# Янтра (област Габрово)
Вижте пояснителната страница за други значения на Янтра.
Янтра е село в Северна България. То се намира в община Дряново, област Габрово.

## История
През XV и XVI век в турските регистри се среща като мюсюлманско село Хадъмлар, по-късно като Адъмово, а след Освобождението и като Фердинандово.

## Население
Преброяване на населението през 2011 г.
Численост и дял на етническите групи според преброяването на населението през 2011 г.:
|                     | Численост | Дял (в %) |
| Общо                | 124       | 100.00    |
| Българи             | 120       | 96.77     |
| Турци               | 0         | 0.00      |
| Цигани              | 0         | 0.00      |
| Други               | 4         | 3.22      |
| Не се самоопределят | 0         | 0.00      |
| Неотговорили        | 0         | 0.00      |

## Редовни събития
6 декември – храмов празник на църквата „Св. Николай Чудотворец“, осветен през 1897 г.